# زردکیش
زردکیش (به انگلیسی: Marsdenia) نام جنسی از گیاهان است.
سرده زردکیش در ایران یک گونه گیاه درختچه‌ای به نام زردکیش (Marsdenia erecta) دارد که علاوه بر ایران در مناطق خاوری مدیترانه، جنوب غرب آسیا و افغانستان می‌روید.
این گیاه از راسته گل‌سپاسی‌سانان (Gentianales)، تیرهٔ خرزهره‌ایان (Apocynaceae)، زیرتیرهٔ استبرق‌واران (Asclepiadoideae) است.